# Joe Lewis
Joseph Peter "Joe" Lewis (Broome, Norfolk, 1987. október 6. –) angol labdarúgó.

## Pályafutása

### Norwich City
Lewisra nyolcéves korában figyelt fel a Norwich City egyik utánpótlással foglalkozó szakembere. 2003 augusztusában kötött ifiszerződést a klubbal. 2003. szeptember 27-én, 15 évesen és 356 naposan egy Crystal Palace elleni meccsen a kispadra ülhetett Paul Crichton sérülése miatt. Ezt követően még hat meccsen ült a cserék között, majd Crichton felépülése után visszakerült az ificsapatba.
2004 októberében Lewis egy három évre szóló profi szerződést kapott csapatától. A 2004/05-ös idényben a Premier League világába is bepillantást nyert, amikor a cserepadról nézett végig egy Tottenham Hotspur elleni meccset. A következő szezon utolsó négy meccsén a cserék közé nevezte őt menedzsere, Nigel Worthington. A mester a következő évadra szerette volna kölcsönadni Lewist, hogy tapasztalatot gyűjtsön, de Robert Green eladásával ő lett a Norwich második számú kapusa. Ezután egy Leyton Orient elleni tartalék meccsen arccsonttörést szenvedett, ami miatt a csapat kölcsönvette Lee Campet.
Lewist 2007 márciusában kölcsönvette a Stockport County FC, ahol már az első csapatnál is számítottak rá. Öt meccsen kapott lehetőséget és háromszor megóvta a kapuját a góltól. Visszatérése után a Norwich hároméves szerződést adott neki. 2007. július 31-én a Morecambe december 31-éig kölcsönvette. 19 meccsen védhetett.

### Peterborough United
A Morecambe-től való visszatérés után a Peterborough United 400 000 fontos ajánlatot tett Lewisért, melyet a Norwich City elfogadott. Az átigazolás 2008. január 8-án ment végbe. Lewis első szezonjában feljutott csapatával a harmadosztályba.

## Válogatott
Lewis 2008. május 15-én mutatkozott be az U21-es angol válogatottban Wales ellen. A félidőben váltotta Lee Campet és nem kapott gólt, Anglia végül 2-0-ra nyert.
2008 májusában nagy meglepetésre behívót kapott a felnőtt válogatottba az USA és a Trinidad és Tobagó elleni barátságos meccsekre. Mindkét meccset a cserepadról nézte végig.

## Külső hivatkozások
- Joe Lewis pályafutásának statisztikái a Soccerbase oldalon (angolul)